# Cratere Moulton
Moulton è un cratere lunare di 54,7 km situato nella parte sud-occidentale della faccia nascosta della Luna.